# Subotička Danica
Subotička Danica, godišnjak je (kalendar) iz Subotice na hrvatskome jeziku. Obujma je oko 280 stranica.

## Povijest
Pokrenuo ga mladi bikićki kapelan Pajo Kujundžić 1884. godine.
Izlazila je neprekidno od 1884. do 1914., a onda je uslijedio prekid zbog Prvoga svjetskoga rata. Rad obnavlja malo nakon rata, 1919. i neprekidno izlazi do 1941. godine, kada slijedi novi prekid zbog Drugoga svjetskoga rata i dolaska Subotice pod vlast osovinske Mađarske, koja je imala loše odnose s nacionalnim manjinama. 
Za svoga života, biskup Lajčo Budanović je bio novčano i moralno podupirao ovaj kalendar.
Oslobođenjem je opet obnovila rad te je već 1945. izašao novi broj, kao i 1946., a onda joj je zabranjen rad. Uslijedilo je novo razdoblje neizlaženja, koje je potrajalo do 1971. i hrvatskoga proljeća, kada je za slobodnijih kretanja izašao broj, kao i broj za 1972. Ta dva broja uređivao je Blaško Dekanj, ondašnji župnik subotičke župe sv. Roka. Slomom hrvatskog proljeća i progonom proljećara i svake sumnjive hrvatske inteligencije, godišnjak je zabranjen.
Nakon više mjesečnih sastanaka, hrvatski svećenici iz Subotice odlučili su ponovno pokrenuti Subotičku Danicu 1984. godine. Za odgovornoga urednika izabrali su Lazara Ivana Krmpotića iz Bačke Palanke, a za glavnoga urednika msgr. Stjepana Beretića. Za svoj nesebični 25-godišnji rad je msgr. Stjepan Beretić dobio nagradu Ivan Antunović.

## Poznati suradnici
Fra Stipan Vujević, Ivan Malagurski Tanar, Ivan Jesse Kujundžić, Marija Maja Dulić, Ante Jakšić, Mijo Mandić, Stipan Krunoslav Grgić, Juraj Lončarević, fra Stipan Vujević, fra Mladen Barbarić, Josip Dumendžić Meštar, Nedeljka Šarčević, Matija Dulić, Matija Išpanović, Pavao Bašić-Palković, Andrija Anišić,  Ante Stantić, Mate Miloš, Mirko Štefković, Dragan Muharem, Stjepan Beretić, Katarina Čeliković, Željka Zelić, Bernardica Ivanković, Tomislav Žigmanov, Đuro Lončar i ostali. 
Pjesme su u Danici objavljivali Kata Ivanković, Marina Balažev, Marga Stipić, Ivan Dodig i dr.
Od poznatih urednika, valja navesti i Belu Gabrića, Ivu Prćića starijeg, Iliju Kujundžića i dr.
O ovom kalendaru su Bela Gabrić i Ivo Prćić mlađi napisali Bibliografiju kalendara 'Subotička Danica' 1971. – 1972. i 1984. – 1993.